# أوتو مانينن
أوتـّو مانـّينن (Otto Manninen؛ كانغانييمي، 13 أغسطس 1872 - هلسنكي، 6 أبريل 1950) كاتب وشاعر فنلندي، اشتهر بترجمته للكلاسيكيات العالمية إلى اللغة الفنلندية. يعتبر رائداً للشعر الفنلندي في مطلع القرن العشرين إلى جانب إينو لينو. ترجم مانـّينن إلى اللغة الفنلندية أعمال هوميروس، سوفوكليس، يوربيديس، هاينرش هاينه، هنريك إبسن، شاندور بيتوفي ويوهان لودفيغ رونيبيرغ.

## حياته
ولد مانـّينن في كانغانييمي لعائلة مزارعين. واحداً من أبناء توبياس وماتيلدا مانـّينن عشرة. بعد اجتياز امتحان شهادة الثانوية العامة عام 1892، قـُبـِل في جامعة هلسنكي وتلقى رسالة ماجستير في الآداب في عام 1897. من 1898-1899 كان هو المحرر المساعد لدورية فالفويا. نشر ترجمته المبكرة لهاينه في مجلة الطالب في الجامعة، كويتار في عام 1897. نشر لاحقاً أجزاء من «ألمانيا. حكاية شتوية» (Deutschland. Ein Wintermärchen) للشاعر الألماني هاينرش هاينه في فالفويا، وفي عام 1900 نشر الترجمة الكاملة له في عام 1904.

## روابط خارجية
- أوتو مانينن على موقع IMDb (الإنجليزية)
- أوتو مانينن على موقع مونزينجر (الألمانية)
- أوتو مانينن على موقع ميوزك برينز (الإنجليزية)
- أوتو مانينن على موقع أول ميوزيك (الإنجليزية)
- أوتو مانينن على موقع ديسكوغز (الإنجليزية)